# Nuno Fernandez de Mirapeixe
Nuno Fernandez de Mirapeixe fue un trovador gallego de la primera mitad del siglo XIII.

## Biografía
No quedan datos biográficos. Estudiosos como Michaëlis o Tavani le atribuyen origen catalán, sin embargo, António Resende de Oliveira sostiene que procede de la zona de Mirapeixe (situado en Outeiro de Rei) y es hermano de los caballeros Garcia Fernandez y Rui Fernandez de Mirapeixe, vasallos del mecenas de la lírica gallego-portuguesa Rodrigo Gómez de Traba.

## Obra
Se conservan 2 cantigas de amor y una declaración de amor.